# Sekai ni wa ai shika nai
„Sekai ni wa ai shika nai” (jap. 世界には愛しかない) – drugi singel japońskiego zespołu Keyakizaka46, wydany w Japonii 10 sierpnia 2016 roku przez Sony Records.
Singel został wydany w czterech edycjach: regularnej (CD) i trzech CD+DVD (Type-A, Type-B, Type-C). Osiągnął 1 pozycję w rankingu Oricon i pozostał na liście przez 121 tygodni. Zdobył status platynowej płyty.

## Lista utworów
Wszystkie utwory zostały napisane przez Yasushiego Akimoto.

### Type-A
| CD | CD                                                                                   | CD               | CD                   | CD      |
| Nr | Tytuł utworu                                                                         | Kompozycja       | Aranżacja            | Długość |
| -- | ------------------------------------------------------------------------------------ | ---------------- | -------------------- | ------- |
| 1. | „Sekai ni wa ai shika nai” (jap. 世界には愛しかない)                                 | Yūsuke Shirato   | Yūichi "Masa" Nonaka | 4:56    |
| 2. | „Kataru nara mirai o...” (jap. 語るなら未来を…)                                      | PENGUINS PROJECT | Nozomu Sasaki        | 3:52    |
| 3. | „Shibuya kara PARCO ga kieta hi” (jap. 渋谷からPARCOが消えた日) (wyk. Yurina Hirate) | Atsushi Harada   | Atsushi Harada       | 4:55    |
| 4. | „Sekai ni wa ai shika nai” (jap. 世界には愛しかない) (off vocal ver.)                | Yūsuke Shirato   | Yūichi "Masa" Nonaka | 4:56    |
| 5. | „Kataru nara mirai o...” (jap. 語るなら未来を…) (off vocal ver.)                     | PENGUINS PROJECT | Nozomu Sasaki        | 3:52    |
| 6. | „Shibuya kara PARCO ga kieta hi” (jap. 渋谷からPARCOが消えた日) (off vocal ver.)     | Atsushi Harada   | Atsushi Harada       | 4:55    |

| DVD | DVD                                                                          | DVD     |
| Nr  | Tytuł utworu                                                                 | Długość |
| --- | ---------------------------------------------------------------------------- | ------- |
| 1.  | „Sekai ni wa ai shika nai” (jap. 世界には愛しかない) (music video)           | 5:06    |
| 2.  | „Shibuya kara PARCO ga kieta hi” (jap. 渋谷からPARCOが消えた日) music video) | 5:18    |
| 3.  | „Ishimori Nijika” (jap. 石森虹花)                                            | 4:12    |
| 4.  | „Ozeki Rika” (jap. 尾関梨香)                                                 | 5:38    |
| 5.  | „Shida Manaka” (jap. 志田愛佳)                                               | 3:48    |
| 6.  | „Habu Mizuho” (jap. 土生瑞穂)                                                | 3:23    |
| 7.  | „Moriya Akane” (jap. 守屋茜)                                                 | 6:10    |
| 8.  | „Watanabe Rika” (jap. 渡辺梨加)                                              | 4:57    |
| 9.  | „Watanabe Risa” (jap. 渡邉理佐)                                              | 3:26    |

### Type-B
| CD | CD                                                                    | CD               | CD                   | CD      |
| Nr | Tytuł utworu                                                          | Kompozycja       | Aranżacja            | Długość |
| -- | --------------------------------------------------------------------- | ---------------- | -------------------- | ------- |
| 1. | „Sekai ni wa ai shika nai” (jap. 世界には愛しかない)                  | Yūsuke Shirato   | Yūichi "Masa" Nonaka | 4:56    |
| 2. | „Kataru nara mirai o...” (jap. 語るなら未来を…)                       | PENGUINS PROJECT | Nozomu Sasaki        | 3:52    |
| 3. | „Mata atte kudasai” (jap. また会ってください) (wyk. Neru Nagahama)    | Satoru Shirasuka | Satoru Shirasuka     | 4:33    |
| 4. | „Sekai ni wa ai shika nai” (jap. 世界には愛しかない) (off vocal ver.) | Yūsuke Shirato   | Yūichi "Masa" Nonaka | 4:56    |
| 5. | „Kataru nara mirai o...” (jap. 語るなら未来を…) (off vocal ver.)      | PENGUINS PROJECT | Nozomu Sasaki        | 3:52    |
| 6. | „Mata atte kudasai” (jap. また会ってください) (off vocal ver.)        | Satoru Shirasuka | Satoru Shirasuka     | 4:33    |

| DVD | DVD                                                                | DVD     |
| Nr  | Tytuł utworu                                                       | Długość |
| --- | ------------------------------------------------------------------ | ------- |
| 1.  | „Sekai ni wa ai shika nai” (jap. 世界には愛しかない) (music video) | 5:06    |
| 2.  | „Mata atte kudasai” (jap. また会ってください) music video)         | 6:55    |
| 3.  | „Imaizumi Yui” (jap. 今泉佑唯)                                     | 4:10    |
| 4.  | „Koike Minami” (jap. 小池美波)                                     | 5:03    |
| 5.  | „Kobayashi Yui” (jap. 小林由依)                                    | 4:08    |
| 6.  | „Satō Shiori” (jap. 佐藤詩織)                                      | 7:11    |
| 7.  | „Sugai Yūka” (jap. 菅井友香)                                       | 3:20    |
| 8.  | „Harada Aoi” (jap. 原田葵)                                         | 3:41    |
| 9.  | „Yonetani Nanami” (jap. 米谷奈々未)                                | 5:50    |

### Type-C
| CD | CD                                                                    | CD                 | CD                                | CD      |
| Nr | Tytuł utworu                                                          | Kompozycja         | Aranżacja                         | Długość |
| -- | --------------------------------------------------------------------- | ------------------ | --------------------------------- | ------- |
| 1. | „Sekai ni wa ai shika nai” (jap. 世界には愛しかない)                  | Yūsuke Shirato     | Yūichi "Masa" Nonaka              | 4:56    |
| 2. | „Kataru nara mirai o...” (jap. 語るなら未来を…)                       | PENGUINS PROJECT   | Nozomu Sasaki                     | 3:52    |
| 3. | „Aozora ga chigau” (jap. 青空が違う)                                  | Katsuhiko Sugiyama | Katsuhiko Sugiyama, Tatsurō Ariki | 4:51    |
| 4. | „Sekai ni wa ai shika nai” (jap. 世界には愛しかない) (off vocal ver.) | Yūsuke Shirato     | Yūichi "Masa" Nonaka              | 4:56    |
| 5. | „Kataru nara mirai o...” (jap. 語るなら未来を…) (off vocal ver.)      | PENGUINS PROJECT   | Nozomu Sasaki                     | 3:52    |
| 6. | „Mata atte kudasai” (jap. また会ってください) (off vocal ver.)        | Satoru Shirasuka   | Satoru Shirasuka                  | 4:33    |

| DVD | DVD                                                                | DVD     |
| Nr  | Tytuł utworu                                                       | Długość |
| --- | ------------------------------------------------------------------ | ------- |
| 1.  | „Sekai ni wa ai shika nai” (jap. 世界には愛しかない) (music video) | 5:06    |
| 2.  | „Kataru nara mirai o...” (jap. 語るなら未来を…) music video)       | 4:06    |
| 3.  | „Uemura Rina” (jap. 上村莉菜)                                      | 6:16    |
| 4.  | „Oda Nana” (jap. 織田奈那)                                         | 6:28    |
| 5.  | „Saitō Fuyuka” (jap. 齋藤冬優花)                                   | 7:16    |
| 6.  | „Suzumoto Miyu” (jap. 鈴本美愉)                                    | 4:37    |
| 7.  | „Nagasawa Nanako” (jap. 長沢菜々香)                                | 7:06    |
| 8.  | „Hirate Yurina” (jap. 平手友梨奈)                                  | 7:23    |
| 9.  | „Nagahama Neru” (jap. 長濱ねる)                                    | 3:22    |

### Edycja regularna
| CD | CD                                                                     | CD               | CD                   | CD      |
| Nr | Tytuł utworu                                                           | Kompozycja       | Aranżacja            | Długość |
| -- | ---------------------------------------------------------------------- | ---------------- | -------------------- | ------- |
| 1. | „Sekai ni wa ai shika nai” (jap. 世界には愛しかない)                   | Yūsuke Shirato   | Yūichi "Masa" Nonaka | 4:56    |
| 2. | „Bob Dylan wa kaesanai” (jap. ボブディランは返さない) (wyk. Yuichans)  | Kuniaki Saitō    | CHOKKAKU             | 4:53    |
| 3. | „Hiragana Keyaki” (jap. ひらがなけやき) (wyk. Hiragana Keyaki)         | Masahiro Kawaura | Yūichi "Masa" Nonaka | 3:43    |
| 4. | „Sekai ni wa ai shika nai” (jap. 世界には愛しかない) (off vocal ver.)  | Yūsuke Shirato   | Yūichi "Masa" Nonaka | 4:56    |
| 5. | „Bob Dylan wa kaesanai” (jap. ボブディランは返さない) (off vocal ver.) | Kuniaki Saitō    | CHOKKAKU             | 4:53    |
| 6. | „Hiragana Keyaki” (jap. ひらがなけやき) (off vocal ver.)               | Masahiro Kawaura | Yūichi "Masa" Nonaka | 3:43    |

## Skład zespołu
| „Sekai ni wa ai shika nai” |
| --- |
| - Kanji Keyaki: Nijika Ishimori, Yui Imaizumi, Rina Uemura, Rika Ozeki, Nana Oda, Minami Koike, Yui Kobayashi, Fuyuka Saitō, Shiori Satō, Manaka Shida, Yūka Sugai, Miyu Suzumoto, Nanako Nagasawa, Mizuho Habu, Aoi Harada, Yurina Hirate (środek), Akane Moriya, Nanami Yonetani, Rika Watanabe, Risa Watanabe - Hiragana Keyaki: Neru Nagahama |

| „Kataru nara mirai o...” |
| --- |
| - Kanji Keyaki: Nijika Ishimori, Yui Imaizumi, Rina Uemura, Rika Ozeki, Nana Oda, Minami Koike, Yui Kobayashi, Fuyuka Saitō, Shiori Satō, Manaka Shida, Yūka Sugai, Miyu Suzumoto, Nanako Nagasawa, Mizuho Habu, Aoi Harada, Yurina Hirate (środek), Akane Moriya, Nanami Yonetani, Rika Watanabe, Risa Watanabe - Hiragana Keyaki: Neru Nagahama |

| „Aozora ga chigau”                                                                            |
| --------------------------------------------------------------------------------------------- |
| - Kanji Keyaki: Manaka Shida, Yūka Sugai (środek), Akane Moriya, Rika Watanabe, Risa Watanabe |

| „Bob Dylan wa kaesanai”                     |
| ------------------------------------------- |
| - Kanji Keyaki: Yui Imaizumi, Yui Kobayashi |

| „Hiragana Keyaki” |
| --- |
| (Center: Kakizaki Memi, Nagahama Neru) - Hiragana Keyaki: Mao Iguchi, Sarina Ushio, Memi Kakizaki (środek), Yūka Kageyama, Shiho Katō, Kyōko Saitō, Kumi Sasaki, Mirei Sasaki, Mana Takase, Ayaka Takamoto, Neru Nagahama (środek), Mei Higashimura |

## Notowania
| Lista                             | Pozycja |
| --------------------------------- | ------- |
| Oricon Weekly Singles Chart       | 1       |
| Oricon Yearly Singles Chart       | 13      |
| Billboard Japan Hot 100           | 1       |
| Billboard Japan Hot Singles Sales | 1       |

## Sprzedaż
| Dane wg         | Sprzedaż |
| --------------- | -------- |
| Oricon          | 455 589  |
| Billboard Japan | 484 102+ |